# Potosí, Nicaragua
Potosí är en kommun (municipio) i Nicaragua med 12 982 invånare (2012). Den ligger mellan Nicaraguasjön och Stilla havet i den södra delen av landet, i departementet Rivas. I Potosí finns det ett stort sockerbruk, Ingenio CASUR.

## Geografi
Potosí gränsar till kommunerna Nandaime i norr, Buenos Aires i öster, Rivas i söder, samt Belén i väster. Kommunens största ort och centralort är Potosí med 3 805 invånare (2005).

## Historia
Kommunen Potosí grundades som en pueblo någon gång mellan 1820 och 1838.

## Kända personer från Potosí
- José Laureano Pineda Ugarte (1802-1853), politiker, statsöverhuvud 1851[7]